# Maxwell (Nebraska)
Maxwell – wieś w Stanach Zjednoczonych, w stanie Nebraska, w hrabstwie Lincoln.